# Anthurium lucioi
Anthurium lucioi là một loài thực vật có hoa trong họ Ráy (Araceae). Loài này được Nadruz mô tả khoa học đầu tiên năm 2004.